# Cripta Real de Superga
A Cripta Real (em italiano:  Cripta Reale di Superga), construída sob a Basílica de Superga, é o tradicional cemitério dos membros da Casa de Saboia. As únicas exceções são aqueles que foram reis ou rainhas da Itália, cujo local de sepultamento é o Panteão de Roma ou o santuário de Vicoforte.

## História
Desde a concepção da basílica, em 1715, Filippo Juvarra previu, sob o presbitério da igreja, um compartimento subterrâneo a ser utilizado para o sepultamento dos membros da Casa de Saboia. Porém, por falta de recursos, a ideia foi temporariamente arquivada. As primeiras notícias da existência de algumas obras para a construção de uma cripta remontam a agosto de 1728 quando, numa descrição da basílica, há menção à «escavação de terra no choro e santuário para formação da capela subterrânea».
No entanto, a encomenda propriamente dita da obra só surgiu em 1774, quando Vítor Amadeu III ordenou ao arquiteto Francesco Martinez, sobrinho de Juvarra, que organizasse as áreas subterrâneas para torná-la um mausoléu, em colaboração com os arquitetos Bosio, Ravelli e Rana. As obras, iniciadas em 1774, terminaram em 1778. Em 1778 Vítor Amadeu III inaugurou a cripta e iniciou o sepultamento dos corpos, transferindo-os dos diversos locais onde anteriormente haviam sido sepultados.
Visto que foi precisamente a partir da colina de Superga que, em 1706, Vítor Amadeu II e o príncipe Eugénio planejaram o assalto aos franceses durante o cerco de Turim, assalto que seria decisivo para a vitória piemontesa em dezembro de 1798, durante o domínio francês da cidade, para apagar qualquer memória da derrota francesa, propôs-se a hipótese de esvaziar os túmulos dos Saboia e substituí-los pelos túmulos dos jacobinos. Em 16 de janeiro de 1799, na Gazzetta Piemontese, o governo provisório francês publicou a ordem: «É extinta a Congregação dos Cônegos de Superga. Todas as insígnias e inscrições serão retiradas tanto do Templo como do Subterrâneo, de onde se poderá recordar a memória dos acontecimentos que deram origem à sua construção e dos reis que o consagraram ao seu esplendor. O porão também será limpo das cinzas dos reis e príncipes nele coletadas. O Templo de Superga será no futuro o Templo da Gratidão e estará destinado a receber as cinzas dos Patriotas Piemonteses que morreram pela Liberdade, cujos nomes serão colocados numa coluna”.
No entanto, em 26 de maio de 1799, os exércitos do general Alexander Vasilyevich Suvorov libertaram Turim, forçando os franceses a se renderem e frustrando os seus planos. Nada do que haviam planejado, portanto, se concretizou.

## Estrutura
O acesso à cripta é feito pelo lado externo esquerdo da basílica, após seguir uma escadaria de mármore e um grande corredor. A sala semicircular no final da escadaria é embelezada com uma escultura em mármore de Carrara que Vítor Emanuel II ali colocou em 1878. A escultura, obra de Carlo Finelli, aluno de Antonio Canova, anteriormente exposto no hall de entrada do Arsenal Real de Turim, retrata São Miguel Arcanjo derrotando um demônio antropomórfico e é aqui colocado como uma defesa simbólica dos túmulos.
A cripta real está perfeitamente localizada sob o piso da basílica e sua planta tem o formato de uma cruz latina. O interior, em estilo barroco, é ricamente decorado com estuques e esculturas monumentais. Em toda a estrutura, símbolos e referências mágicas, alquímicas e esotéricas abundam. Os pisos e revestimentos são em cores vivas (principalmente preto, branco e vermelho) e há mármore verde de Susa, alabastro de Busca, molduras em mármore de Valdieri e ouro nas abóbadas de estuque.
No centro da planta em cruz, no chamado "Salão dos Reis", encontra-se o maior sarcófago, o de Carlos Alberto de Saboia. A tradição ditava que, com a morte de cada soberano, ele fosse colocado no centro da cripta e depois, com a morte do próximo soberano, fosse transferido para os nichos laterais para lhe deixar o lugar central. Carlos Alberto, porém, ainda aqui está, pois os seus sucessores tornaram-se reis da Itália e por isso foram sepultados no Panteão de Roma. Em torno do sarcófago central existem quatro nichos nas paredes onde se encontram quatro estátuas em mármore branco, sobre fundo preto, representando a Fé (que tem a cruz e o cálice nas mãos e que lembra as estátuas colocadas nas laterais da igreja da Grande Mãe de Deus de Turim), a Caridade, a Clemência e a Ciência, que segura na mão um triângulo com o vértice voltado para baixo, apoiado numa esfera. As estátuas são obra de Ignazio e Filippo Collino. Junto às estátuas, ainda na mesma sala, encontram-se os nichos com os restos mortais de Vítor Emanuel I, Vítor Amadeu III, Maria Teresa de Áustria-Este e Maria Antônia da Espanha, e o cenotáfio de Carlos Emanuel IV (sepultado em Roma) e de Carlos Félix (sepultado na Abadia de Hautecombe).
Os quatro braços do plano cruzado partem então do sarcófago central: na extremidade do braço curto, ou seja, atrás do sarcófago de Carlos Alberto, encontra-se o altar, sobre o qual se encontra um grupo de mármore representando a deposição de Jesus, obra por Agostino Cornacchini. Na ala direita encontra-se a chamada "Segunda Sala", com o monumento funerário a Carlos Emanuel III, obra do escultor turinense Ignazio Collino, de onde uma porta dá acesso ao "Salão das Rainhas", que alberga, entre outros, os túmulos de Maria Teresa da Toscana, da autoria de Santo Varni, de Maria Adelaide, esculpida por Salvatore Revelli e Pietro della Vedova, e de Maria Vitória dal Pozzo, outra obra de Della Vedova.
No lado oposto, no braço esquerdo, encontra-se a "Quarta Sala", onde se encontra o monumento dedicado ao primeiro rei da Sardenha, Vítor Amadeu II, onde estão sentadas as personificações da Fertilidade segurando a cornucópia, e da Justiça, que aperta os fasces; no topo está um anjo com o braço levantado portando um medalhão com a efígie do falecido. Da quarta sala há uma porta que dá acesso ao "Salão dos Infantes" (que abriga as crianças, príncipes e princesas que nunca reinaram).
Não está claro se a cripta real também abriga o coração do príncipe Eugénio de Saboia, que morreu em Viena em 1736. Seu corpo foi enterrado na catedral de Viena, enquanto o coração, segundo alguns, foi levado para Superga. No entanto, alguns afirmam que o coração foi trazido de volta à Viena em 1799 para salvá-lo da fúria dos invasores franceses, que queriam destruí-lo. Segundo outros, porém, o coração do príncipe nunca foi tirado da Áustria e, portanto, nunca esteve na cripta de Superga.
Mafalda de Saboia, que morreu no campo de concentração de Buchenwald em 1944 e foi sepultada no cemitério do castelo de Hesse, em Kronberg im Taunus, é lembrada na cripta real por um cenotáfio.

## Lista dos Saboia atualmente sepultados em Superga

### Primeira sala: Salão dos Reis
- Vítor Emanuel I de Saboia (1759-1824).
- Maria Teresa de Áustria-Este (1773-1832), esposa de Vítor Emanuel I.
- Vítor Amadeu III de Saboia (1726-1796).
- Maria Antônia da Espanha (1729-1785), esposa de Vítor Amadeu III.
- Carlos Alberto de Saboia (1798-1849).

### Segunda sala
- Maria Pia de Saboia (1847-1911), rainha consorte de Portugal de 1861 a 1889.
- Eugênio Emanuel de Saboia-Villafranca (1816-1888).
- Ana Cristina de Sulzbach (1704-1723), primeira esposa de Carlos Emanuel III, sepultada aqui em 1786.
- Polixena de Hesse-Rotemburgo (1706-1735), segunda esposa de Carlos Emanuel III, sepultada aqui em 1786.
- Isabel Teresa de Lorena (1711-1741), terceira esposa de Carlos Emanuel III, sepultada aqui em 1786.
- Carlos Emanuel III da Sardenha (1701-1773).

### Terceira sala: Salão das Rainhas
- Adelaide da Áustria (1822-1855), rainha da Sardenha de 1849 a 1855 como esposa de Vítor Emanuel II.
- Maria Teresa da Áustria (1801-1855), rainha da Sardenha de 1831 a 1849 como esposa de Carlos Alberto.
- Maria Cristina de Saboia-Carignano (1826-1827), filha de Carlos Alberto.
- Amadeu I de Espanha (1845-1890), rei da Espanha de 1871 a 1873.
- Maria Vitória dal Pozzo (1846-1876), rainha consorte da Espanha de 1871 a 1873, primeira esposa de Amadeu I.
- Maria Letícia Bonaparte (1866-1926), sobrinha e segunda esposa de Amadeu I.
- Vitório Emanuel de Saboia-Aosta, conde de Turim (1870-1946).
- Otão, Duque de Monferrato (1846-1866), filho de Vítor Emanuel II.
- Luís Vítor, Príncipe de Carignano (1721-1778), príncipe de Carignano, sepultado aqui em 1835.
- Cristina de Hesse-Rotemburgo (1717-1778), princesa consorte de Carignano, esposa de Luís Vitório.
- Tomás Maurício de Saboia-Carignano (1751-1753), filho de Luís Vitório.
- Vítor Amadeu II, Príncipe de Carignano (1743-1780).
- Josefina de Lorena (1753-1797), esposa de Vítor Amadeu II.
- Carlos Emanuel, Príncipe de Carignano (1770-1800), sepultado aqui em 1835.
- Aimone de Saboia-Aosta, quarto duque de Aosta (1900-1948), sepultado aqui em 1996.
- Irene da Grécia e Dinamarca (1904-1974), esposa de Aimone, sepultada aqui em 1996.
- Amadeu de Saboia-Aosta (1943-2021), quinto duque de Aosta e duque de Saboia (disputado).
- Eugênio de Saboia-Gênova, quinto duque de Gênova (1906-1996), sepultado aqui em 2006.
- Lúcia de Bourbon-Duas Sicílias (1908-2001), esposa de Eugênio, sepultada aqui em 2006.

### Quarta sala
- Vítor Amadeu II de Saboia (1666-1732).
- Ana Maria de Orleães (1669-1728), esposa de Vítor Amadeu II.
- Fernando de Saboia-Gênova, primeiro duque de Gênova, irmão de Vítor Emanuel II e pai da rainha Margarida (1822-1855).
- Maria Isabel da Saxônia (1830-1912), esposa de Fernando.
- Tomás de Saboia-Gênova, segundo duque de Gênova (1854-1931).
- Isabel da Baviera (1863-1924), esposa de Tomás.
- Fernando de Saboia-Gênova, terceiro duque de Gênova (1884-1963).
- Maria Luisa Alliaga Gandolfi dos condes de Ricaldone (1899-1986), esposa de Fernando de Saboia-Gênova, terceiro duque de Gênova.

### Quinta sala: Salão dos Infantes
- Maria Luísa Gabriela (1729-1767), freira, filha de Carlos Emanuel III, sepultada aqui em 1823.
- Vítor Amadeu de Saboia (1699-1715), filho de Vítor Amadeu II de Saboia.
- Leonor Maria Teresa de Saboia (1728-1781), filha de Carlos Emanuel III.
- Emanuel Filiberto de Saboia (1731-1735), filho de Carlos Emanuel III, sepultado aqui em 1790.
- Vitório Amadeu de Saboia (1723-1725), filho de Carlos Emanuel III, sepultado aqui em 1790.
- Maria Vitória de Saboia (1740-1742), filha de Carlos Emanuel III, sepultado aqui em 1790.
- Carlos Francisco de Saboia (1738-1745), filho de Carlos Emanuel III, sepultado aqui em 1790.
- Carlos Francisco Romualdo de Saboia (1733-1733), filho de Carlos Emanuel III, sepultado aqui em 1790.
- Benedito de Saboia (1741-1808), filho de Carlos Emanuel III, sepultado aqui em 1926.
- Maria Ana de Saboia (1757-1824), esposa de Benedito.
- Maria Felicidade de Saboia (1730-1801), filha de Carlos Emanuel III, sepultada aqui em 1858.
- Emanuel Filiberto de Saboia (1705-1705), filho de Vítor Amadeu II.
- Maria Adelaide de Saboia (1794-1795),[8] filha de Vítor Emanuel I de Saboia.
- Menina com nome desconhecido (1800-1801), filha de Vítor Emanuel I, sepultada aqui em 1939.
- Luís Bonaparte (1864-1932).
- Napoleão José Bonaparte (1822-1891).
- Maria Cristina de Saboia (1760-1768), filha de Vítor Amadeu III.
- Amadeu de Saboia (1754-1755), filho de Vítor Amadeu III, sepultado aqui em 1790.
- Carlotta de Saboia (1752-1753), filha de Vítor Amadeu III, sepultada aqui em 1790.
- Vitório Emanuel de Saboia (1855-1855), filho de Vítor Emanuel II.
- Maria Clotilde de Saboia (1843-1911), filha de Vítor Emanuel II.
- Carlos Alberto de Saboia (1851-1854), filho de Vítor Emanuel II.
- Vitório Emanuel de Saboia (1852-1852), filho de Vítor Emanuel II.
- Maria Ana Vitória de Saboia (1683-1763),[9] filha de Luís Tomás, Conde de Soissons, sepultada aqui em 1921.
- Lydia de Arenberg (1905-1977), esposa de Filiberto de Saboia-Gênova, quarto duque de Gênova.
- Adalberto de Saboia-Gênova, duque de Bérgamo (1898-1982).
- Filiberto de Saboia-Gênova, quarto duque de Gênova (1895-1990).

## Outros projetos
Media relacionados com Royal Crypt of Superga no Wikimedia Commons